# Новый Стан (Шумячский район)
Новый Стан — деревня в Шумячском районе Смоленской области России. Входит в состав Понятовского сельского поселения. Население — 32 жителя (2007 год).
Расположена в юго-западной части области в 10 км к югу от Шумячей, в 8 км южнее автодороги А101 Москва — Варшава («Старая Польская» или «Варшавка»). В 5 км северо-восточнее деревни расположена железнодорожная станция Понятовка на линии Рославль — Кричев.

## История
В годы Великой Отечественной войны деревня была оккупирована гитлеровскими войсками в августе 1941 года, освобождена в сентябре 1943 года.